# Willington (Cheshire)
Pour les articles homonymes, voir Willington.
Willington est une paroisse civile et un village du Cheshire, en Angleterre.